# Bibliothèque de Kallio
La Bibliothèque du Kallio (finnois : Kallion kirjasto) est un bâtiment du quartier du Kallio à Helsinki en Finlande.
Elle est l'une des bibliothèques du réseau de la Bibliothèque municipale d'Helsinki,.

## Présentation

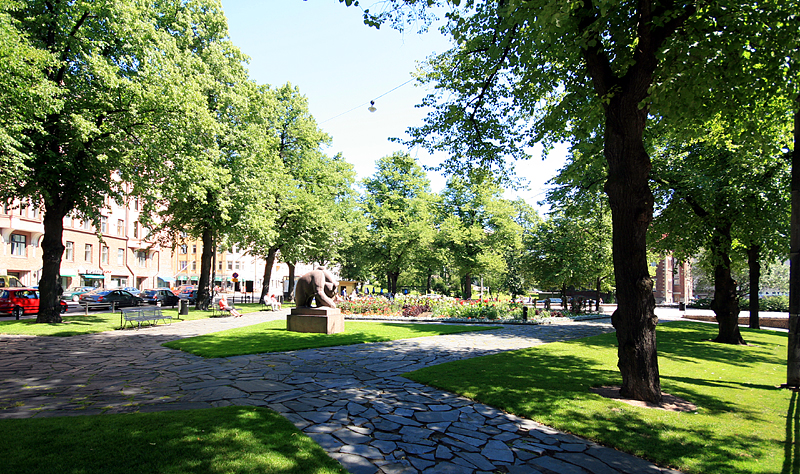
Le parc de l'ours se trouve à côté de la bibliothèque du Kallio.

Le bâtiment en briques rouges de la bibliothèque est de style Art nouveau tardif, riche en influences du classicisme nordique. 
Karl Hård af Segerstad a pris modèle sur les bibliothèques américaines et a conçu le plan d'étage en papillon (en).
La construction du bâtiment de la bibliothèque s'achève en 1912 à l'extrémité de Porthaninkatu. 
Le bâtiment est officiellement nommé bibliothèque Kallio en 1913, lorsque est créé le quartier du Kallio. 
En 1923, Oskari Paatela a peint un vitrail pour la bibliothèque.
La bibliothèque est le seul bâtiment de son îlot urbain. Le reste de l'ilot est occupé par le parc de Matti Helenius.